# Nai sừng xám núi Rocky
Nai sừng xám núi Rocky (Danh pháp khoa học Cervus canadensis nelsoni) là một phân loài của nai sừng tấm tìm thấy ở dãy núi Rocky và dãy liền kề ở Tây Bắc Mỹ. Phạm vi phân bố phổ biến nhất của chúng vào mùa đông trong các khu rừng và đầm lầy ngập mở trong độ cao thấp hơn. Vào mùa hè nó di chuyển đến các khu rừng sườn núi và lưu vực núi cao. Tổng số tự nhiên là khoảng một triệu con.

## Đặc điểm
Kích cỡ của chúng từ khi là con bê cho đến lúc trưởng thành là 700 pound Anh tại thời điểm hoàn toàn trưởng thành. Nai sừng tấm núi Rocky tạo ra một âm thanh kì quặc để thu hút bạn tình trong mùa sinh sản. Âm thanh của nó bắt đầu bằng một tiếng rít, rồi kéo dài khoảng vài giây trước khi tạo ra một chuỗi các âm thanh nhỏ khác, giống như âm thanh đầy thách thức của tiếng kèn trận trong chiến tranh.

## Tổng quan
Nai sừng tấm Rocky đã được tái du nhập vào năm 1913 đến Colorado từ Wyoming sau sự tuyệt chủng gần như toàn bộ của đàn nai này trong khu vực. Trong khi đó việc săn hươu là một yếu tố góp phần quan trọng dẫn đến việc nai sừng tấm gần như tuyệt chủng và nguyên nhân chủ yếu là do sự xâm lấn của con người và phá hủy môi trường sống tự nhiên của chúng và hành lang di trú.
Tính đến năm 2010, đàn nai sừng tấm Rocky đã được chẩn đoán là rối loạn nghiêm trọng được gọi là bệnh mãn tính CWD. CWD ảnh hưởng đến mô não của nai sừng tấm bị nhiễm và cũng tương tự như các triệu chứng BSE, thường được gọi là bệnh bò điên (MCD). Không có bằng chứng để kết luận rằng nai sừng tấm CWD là biến hoá cùng với con người, và nghiên cứu liên quan đến nai bị khuyết tật và ảnh hưởng của nó trên hệ sinh thái vẫn tiếp tục. Vấn đề môi trường và nai khuyết tật Estes Park, Colorado, và trên một quy mô lớn hơn, trong suốt miền Tây Hoa Kỳ và Bắc Mỹ có các nhà hoạch định chính sách địa phương, hiện tiểu bang và liên bang tìm kiếm các giải pháp.
Công viên quốc gia núi Rocky và Công viên môi trường Estes là môi trường có thể bị gián đoạn bởi sự di cư của nai sừng tấm. Nhiều bướm và cây loài bản địa bị tổn thương, đặc biệt là dương Groves rằng đàn nai sừng tấm có lẽ 3.000 loài động vật xâm lấn trong việc tìm kiếm thức ăn. Dân số nai sừng tấm, trong khi việc đánh thuế tài nguyên thực phẩm phổ biến cũng ảnh hưởng xấu đến các loài bản địa mà chia sẻ cung cấp thực phẩm giống nhau, chẳng hạn như hải ly bản địa.